# Tokyo Kogyo-universitetet

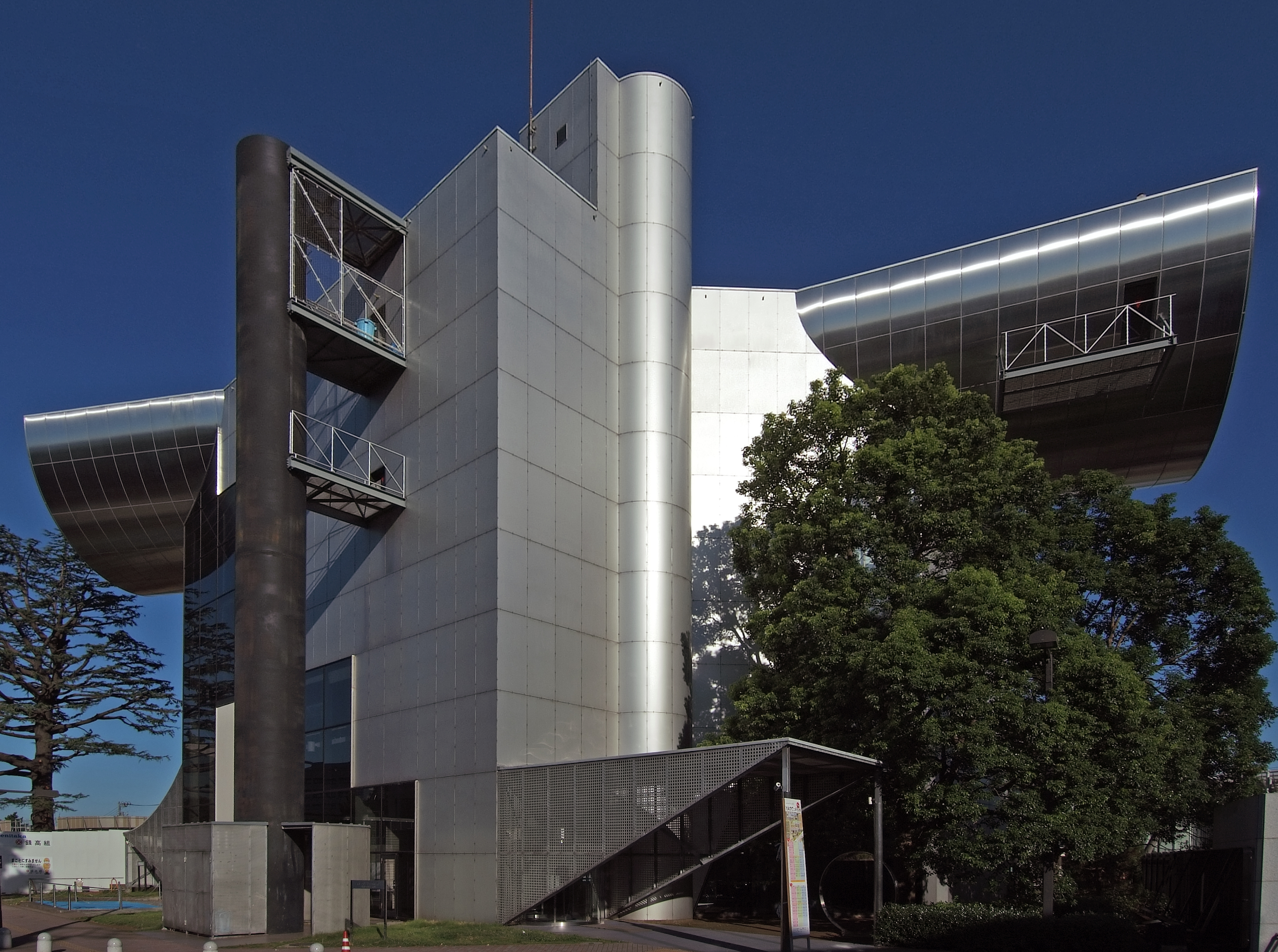
Skolans aula i Meguro.

Tokyo Kogyo-universitetet (japanska: 東京工業大学?, Tōkyō Kōgyō Daigaku; förkortat 東工大, Tōkōdai; engelska: Tokyo Institute of Technology, Tokyo Tech) är ett tekniskt universitet i Tokyo, Japan. Universitet har tre campus: Ett i Minato, ett i Midori, Yokohama, och huvudcampuset i Meguro.
Skolan grundades ursprungligen i maj 1881 som Tōkyō Shokkō Gakkō (東京職工学校), och fick sin universitetsstatus 1929. Omkring 10 000 studenter läser vid universitetet. Det slogs samman den 1 oktober 2024 med Tokyos universitet för medicin och tandvård (TMDU) och bildade Institute of Science Tokyo 
Två japanska premiärministrar har studerat vid Tōkōdai: Naoto Kan och Yukio Hatoyama.

## Kända alumner
- Hideki Shirakawa, Nobelpriset i kemi år 2000
- Yoshinori Ohsumi, Nobelpriset i medicin år 2016